# Dacrydium elatum
Dacrydium elatum é uma espécie de conífera da família Podocarpaceae.
Pode ser encontrada nos seguintes países: Camboja, China, Indonésia, Laos, Malásia, Tailândia e Vietname.